# 尼泊尔科学社会主义共产党
尼泊尔科学社会主义共产党（缩写为）是尼泊尔的一个共产主义政党。该党成立于2018年5月5日（卡尔·马克思诞辰200周年）。该党的创始人阿胡蒂曾是尼泊尔人民阵线和尼泊尔共产党（毛主义中心）的领导人，并在2017年底反对尼泊尔共产党（毛主义中心）与尼泊尔共产党（联合马列）的合并进程。2021年1月，该党召开第一次代表大会。同年2月11日，该党与尼泊尔共产党 (2014年)、尼泊尔共产党（革命毛主义）、尼泊尔共产党 (2013年)正式组成战略联合阵线。